# 島津久林 (日置家)
島津 久林（しまづ ひさもり）は、薩摩国薩摩藩家老日置島津家第8代。

## 家系
日置島津家は、島津宗家15代当主島津貴久の三男島津歳久に始まり、2代常久以降に薩摩国日置（現・鹿児島県日置市日吉町日置）を領した。明治33年（1900年）に島津久明が男爵に叙され華族となった。

## 略歴
元禄4年（1691年）11月10日、薩摩藩日置島津家嫡子久健の長男として生まれる。
元禄12年（1699年）3月28日、鹿児島城に登城して元服。藩主綱貴が烏帽子親となり、理髪役は国老島津久輝が務め、島津又吉久昌と名乗った。
享保12年（1727年）10月4日、家督を相続して薩摩国日置領主となる。元文3年（1738年）藩内の家格制定により、一門に次ぎ一所持より上の家格の大身分筆頭と定められた。
寛保3年（1743年）閏4月23日、隠居して家督を嫡男久甫に譲る。
明和4年（1767年）閏9月25日、死去。